# Стефан Вонифатьев
Стефа́н Вонифа́тьев (в иночестве Савва́тий; ум. 11 (21) ноября 1656, Валдайский Иверский монастырь) — священнослужитель Русской православной церкви, протопоп московского Благовещенского собора, духовник царя Алексея Михайловича.

## Биография
Из семьи священно- или церковнослужителя.
В 1637 году упоминается как диакон Благовещенского собора в Кремле. В 1645 году был рукоположён Патриархом Иосифом в протопопа.
25 декабря 1651 года «государеву духовнику благовещенскому протопопу» была дарована «властелинская шапка» (митра).
Вонифатьев пользовался в Москве уважением и любовью. О нём отзывался тепло Неронов даже и после того, как он разошёлся с ним. Протопоп Аввакум, почти не имевший обычая о ком бы то ни было отзываться благосклонно, о Стефане Вонифатьеве говорил, что он был «муж благоразумен и житием добродетелен, слово учительно во устах имеяй».
Есть основание думать, что Алексей Михайлович воспитан под влиянием своего духовника, который, по словам современника, «всегда, входя в покои царские, глоголаша от книг словеса полезная, увещевая со слезами царя ко всякому доброму делу и врачуя его царскую душу от всяких злых начинаний».
Когда царь женился на Марии Милославской, то «честный оный протопоп Стефан и молением, и запрещением устрои не быти в оно брачное время смеху никакому, ни кощуном, ни бесовским играниям, ни песням студным, ни сопельному, ни трубному козлогласованию». Не царя только, но и бояр Вонифатьев «увещеваше непрестанно, да имут суд праведный без мзды».
Если принять во внимание дошедший до нас сборник, под заглавием «Книга, глаголемая Златоуст», принадлежащий, как видно из находящейся на ней пометке, Стефану Вонифатьеву, то можно предположить, что Вонифатьев назидал молодого царя не об обряде и благочинии только, но и о делах правления. Вероятно, не без его влияния Алексей Михайлович в начале своего царствования издал ряд указов и постановлений о соблюдении постов, о посещении храмов, об уничтожении непристойных игрищ и проч.
Заботясь об укреплении церкви, Вонифатьев выступил в феврале 1649 года с резкой критикой престарелого патриарха Иосифа и высших иерархов, противившихся проведению церковных реформ.
Под главенством и руководством Вонифатьева составился кружок «ревнителей благочестия»: Иоанн Неронов, Аввакум, Логгин, Лазарь, Даниил; из светских лиц им сочувствовал Фёдор Ртищев, из чёрного духовенства — Павел, епископ коломенский. Это были реформаторы прежде реформы Никона, и сам Никон им сначала сочувствовал и многому от них научился. Сначала они действовали заодно с патриархом Иосифом, но скоро пошли дальше его; Стефан даже совсем с ним разошёлся.
Но и в самом кружке Стефана, благодаря быстрому течению событий, скоро обнаружились несогласие и раздор. Толчок к этому был дан приездом киевских учёных в Москву. Они смотрели свысока на московских начётчиков и грамотеев и в церковных взглядах своих во многом не согласны были с московской стариной. Кружок Стефана был составлен именно из московских начётчиков и староверов, людей почтенных, но не способных оценить новых взглядов, а Стефан, вместе с Никоном и Ртищевым, явился почитателем и защитником киевских старцев. Когда Никон вступил на патриарший престол и начал преобразования, притом властно и резко, обнаружился раскол в собственном смысле этого слова. Прежние преобразователи вооружились против Никона, а он начал их казнить, как противников церкви. Кроткий и уравновешенный Стефан оценил добрые начала в деятельности Никона и не противоречил ему; но, зная благочестивую ревность противников Никона, не мог не скорбеть о тяжкой их участи. Таким образом положение его, можно думать, было и неопределённое, и тяжёлое.
В 1653 году основал в Москве Зосимо-Савватиевскую пустынь у Красного холма; в 1656 году перенесена в деревню Фаустово близ Бронниц.
Умер 11 ноября 1656 года в Иверском монастыре на Валдае.

## В кино
- Владимир Портнов в историческом сериале «Раскол», Россия, 2011 год.